# Prenumerant
Prenumerant  (koji je platio preplatu; predbrojnik, pretplatnik, abonent, abonirac arh.) 
je osoba koja kupuje knjigu preplatom u Srbiji, naročito u 18. i 19. veku. Imena prenumeranata štampana su na kraju knjige, što danas, između ostalog, omogućuje i sociološka istraživanja.
O prenumeraciji Vuk Stefanović Karadžić piše: „Istina da je prenumeracija, osobito kao što je danas kod nas, prava prošnja, i velika dosada, ne samo za skupitelje za prenumerante, nego i za spisatelje; ali kako još nemamo prave knjižne trgovine, a narod naš na malo mesta živi u velikim gomilama, nego ponajviše raštrkan nadaleko, ona je jedini način ne samo knjigu izdati na svet, nego je i po narodu razneti (mlogo naši čitatelja ima, koji bi bez prenumeracije teško čuli da je knjiga na svet izišla, a kamoli da bi je mogli dobaviti i kupiti). Kad se oni sami, videći ovu polzu i nuždu prenumeracije u današnjem stanju knjižestva našega, neki, pored svega truda i dosade, rado primaju sakupljanja prenumeranata, neki se prenumeriraju na knjige baš ako ji i ne čitaju, a neki se prenumeriraju na više knjiga nego što im treba samo da bi knjižestvo svoga roda potpomogli i spisateljima izdavanje knjiga olakšali”.

Da bi izdavač saznao koliko ima sigurno zainteresovanih kupaca, on objavljuje „poziv na pretplatu” pomoću kog se budući kupci prijavljuju i nakon njenog objavljivanja, knjigu dobijaju po nižoj ceni. Tim sistemom izdavač zna sa kolikim tržištem raspolaže i ujedno finansira troškove štampe. Sam Srpski rječnik (1818) Vuka Stefanovića Karadžića na kraju sadrži spisak prenumeranata u kom ih je podelio na sveštenike i „ostale ljude” i navodi najpre imena sveštenika, a potom ostalih. Da bi skupio novac za objavljivanje rečnika morao je da zamoli čitaoce da se preplate na njegovo objavljivanje među kojima su bili rimokatolički župnik Petar Rakitić i grkokatolički paroh Konstantin Poturičić. 
- Prenumeranti „Srpskog rječnika”
- Prenumeranti „Srpskog rječnika”

## Bibliografija
1. Vraneš, Aleksandra. Od rukopisa do biblioteke: pojmovnik.  Beograd, Filološki fakultet: 2006.
2. Stefanović Karadžić, Vuk. Srpski rječnik istumačen nemačkijem i latinskijem riječima. Štamparija jermenskog manastira, Beč:1852.
3. Ćosić, Pavle. Srpski rečnik sinonima. Prometej, Novi Sad: 2017.